# Kígyóhagyma
A kígyóhagyma (Allium scorodoprasum), más néven homok-póréhagyma és koreai fokhagyma, egy eurázsiai vadhagyma faj, ami őshonos Európában, a Közel-Keleten, és Koreában. A fajt nem szabad összetéveszteni a rocambole fokhagymával, amely az A. sativum var. ophioscorodon.

## Leírás
A kígyóhagyma évelő növény, tojás alakú hagymával. A növény két-öt szár nélküli levelet hoz létre, amelyek töve hüvelyszerű. Minden levéllemez lineáris, 7–20 mm széles, lapos, enyhe gerinccel, teljes peremmel és párhuzamos erekkel. A levél széle és a központi véna tapintással érdes. A virágzó szár hengeres, 30–90 centiméter (12–35 in) és a felső fele levéltelen. Az egész növénynek hagymaszerű aromája van. A virágzat egy gömb alakú fürt, amelyet rügyben hártyás levelek vesznek körül, amelyek a virágok megnyitásakor elsorvadnak. Minden egyes virág szárú és lila periantha 4–7 milliméter (0,16–0,28 in) hosszú. Három leple van, hat porzó és egy bibe van, ami három összeforrt termőlevélből tevődik össze. A virágokkal keverve, számos apró hagymagerezd van a hagyma fején. A hagyma egy főgerezdből áll, de a magok ritkán válnak le, és a növény szaporodása általában akkor történik, amikor az apró hagymagerezdek leesnek az elszáradt hagymafejről és új növényekké nőnek.

## Élőhely
Az A. scorodoprasum természetes élőhelye a nedves széles levelű erdő, az erdőszélek, a partok, a domboldali rétek és a sövények. Egy időben konyhai gyógynövényként használták, és néha régi lakóhelyek közelében található meg.
Az A. scorodoprasum még mostoha körülmények között is képes nőni, így gyakran lehet látni elhagyatott, régi meg nem művelt földterületeken.

## Termesztés
Az A. scorodoprasum ehető, de ritkán termesztik, rövidebb virágszára, kevesebb és inkonzisztensebb gerezdjei vannak, mint a Rocambole fokhagymának. A kígyóhagyma sötétlila héjjal is rendelkezik.
Az elefántfokhagymát (tudományos nevén A. ampeloprasum var. ampeloprasum) néha helytelenül adják el A. scorodoprasum néven is. 

## Fordítás
Ez a szócikk részben vagy egészben  az   Allium scorodoprasum című angol Wikipédia-szócikk ezen változatának fordításán alapul.  Az eredeti cikk szerkesztőit annak laptörténete sorolja fel. Ez a jelzés csupán a megfogalmazás eredetét és a szerzői jogokat jelzi, nem szolgál a cikkben szereplő információk forrásmegjelöléseként.